# 笑顔満開!ひでたけ・よしこの大吉ラジオ
『笑顔満開！ひでたけ・よしこの大吉ラジオ』（えがおまんかい！ひでたけ・よしこのだいきちラジオ）はニッポン放送で平日夕方に放送されていた生放送のラジオ番組である。

## 概要
2004年3月29日から2005年10月28日まで同時間帯は『笑顔満開！ひでたけ・のりこの大吉ラジオ』として放送されていたが、ニッポン放送アナウンサー冨田のりこが同番組を降板することになり、冨田に替わって、冨田の先輩になる川野良子がアシスタントを務めることになったため、2005年10月31日からは『笑顔満開！ひでたけ・よしこの大吉ラジオ』としてリニューアルスタートすることとなった。また番組が新しくなったことに伴い、一部コーナーやタイムテーブルが若干変更された。同番組は毎日メッセージテーマを決めて、リスナーからのメール・ファックスを紹介しながら番組を進行していく。
パーソナリティは長年ニッポン放送の朝の顔『高嶋ひでたけのお早よう！中年探偵団』のパーソナリティを務めた、元ニッポン放送アナウンサーの高嶋ひでたけが引き続き担当し、アシスタントは上記の通り川野良子である。また川野は同番組の前の時間に放送されている『テリー伊藤のってけラジオ』の前身番組である『のってけテリー！渚の青春花吹雪』のアシスタントを務めていた。

## パーソナリティ
- 高嶋ひでたけ（元ニッポン放送アナウンサー）
- 川野良子（ニッポン放送アナウンサー[当時]）

## 放送時間
- 毎週月 - 金曜日 15:30 - 17:30

## タイムテーブル
- 15:30 - オープニング
- 15:35 - ニッポン放送ニュース
- 15:38 - 交通情報（首都高速道路の情報 - 担当：日本道路交通情報センター首都高速センター）
- 15:40 - 交通情報（埼玉・神奈川・千葉県の情報 - 担当：ニッポン放送の各支局）
- 15:42
  - 月・火・金曜日 - おたより届いた！読んだ！笑った！
  - 水曜日 - 究極の疑問『なぜ○○は○○なのか？』
  - 木曜日 - 『大吉川柳』
- 15:50 - 竹村健一のずばりジャーナル
- 16:00 - 16時のトーク
- 16:05 - 交通情報（担当：日本道路交通情報センター首都高速センター）
- 16:10 - 街角ステーション あなたの店からランキング（担当：飯田浩司）
- 16:22 - 大吉トーク 今日も満開！
- 16:30 - 産経新聞ニュース（担当:報道部井土厚）
- 16:34 - 交通情報（首都高速道路・東京都内の情報 - 担当：日本道路交通情報センター首都高速センター・東京センター）
- 16:38
  - 月・火・水曜日 - 桃屋のおいしい話＋おいしいクイズ
  - 木曜日 - 桃屋のおいしい話 ＋ ゲスト生ライブ
  - 金曜日 - 桃屋のおいしい話 よしこのおいしいクッキング
- 16:50 - 飛び出せ街かど天気予報
- 16:54 - 独占！メジャーリーグTODAY（ - 10月まで）
- 17:00 - 5時のスペシャル（NRNCMネット）
- 17:10 - ダイハツシンプル・ビューティ 黒木瞳 ホッとGoing（NRN系全国ネット）
- 17:15 - （4月 - 9月）ショウアップナイター最前線／（10月 - 3月）スポーツ最前線
- 17:18 - 交通情報（埼玉・神奈川・千葉県・首都高速道路の情報 - 担当：ニッポン放送の各支局・日本道路交通情報センター首都高速センター）
- 17:22 - お便りまだまだいけます
- 17:28 - エンディング

| ニッポン放送 平日夕方のワイド番組      | ニッポン放送 平日夕方のワイド番組      | ニッポン放送 平日夕方のワイド番組             |
| 前番組                                 | 番組名                                 | 次番組                                        |
| -------------------------------------- | -------------------------------------- | --------------------------------------------- |
| 笑顔満開！ひでたけ・のりこの大吉ラジオ | 笑顔満開！ひでたけ・よしこの大吉ラジオ | 高嶋ひでたけの特ダネラジオ 夕焼けホットライン |